# 1998-as labdarúgó-világbajnokság-selejtező (OFC)
Az 1998-as labdarúgó-világbajnokság selejtezőire az Óceániai Labdarúgó-szövetség tíz tagja nevezett. A győztesnek interkontinentális selejtezőt kellett vívnia az Ázsiai Labdarúgó-szövetség selejtezősorozatának harmadik helyezettjével, Iránnal.
A selejtezőket három fordulóban bonyolították le. Az első fordulóban két három csapatos csoportot állítottak össze, az aktuális FIFA ranglista négy legjobb óceániai helyezettje (Ausztrália, Új-Zéland, Fidzsi és Tahiti) kiemeltként csupán a második fordulóban állt rajthoz. Az első fordulóban a válogatottakat földrajzi elhelyezkedésük alapján csoportosították, így lett a melanéziai illetve a polinéziai csoport. Előbbi győztese, Pápua Új-Guinea egyből bejutott a második körbe, ugyanakkor a második helyezett Salamon-szigetek valamint a polinéziai csoport győztese, Tonga egy külön párharcban döntött a második fordulóba való jutásról, a párharcot a melanéziai csapat nyerte.
A második fordulóba bejutó két csapat mellé csatlakozott a négy kiemelt válogatott is, és újabb két hármas csoportot alakítottak ki. A csoportgyőztesek, Ausztrália és Új-Zéland, a harmadik fordulóban, a döntőben vívhatták ki az interkontinentális selejtezőre a jogot, végül kettős győzelemmel az ausztrál válogatott képviselhette a továbbiakban az óceániai szövetséget.

## Első forduló

### Melanéziai csoport
Ez a világbajnoki selejtezőcsoport egyben egy külön labdarúgótorna is volt, az 1996-os Melanéziai-kupa.
| #  | Csapat           | J | Gy | D | V | RG | KG | GK | P |
| -- | ---------------- | - | -- | - | - | -- | -- | -- | - |
| 1. | Pápua Új-Guinea  | 2 | 1  | 1 | 0 | 3  | 2  | +1 | 4 |
| 2. | Salamon-szigetek | 2 | 0  | 2 | 0 | 2  | 2  | 0  | 2 |
| 3. | Vanuatu          | 2 | 0  | 1 | 1 | 2  | 3  | -1 | 1 |

| Pápua Új-Guinea  |  | 1–1 | 2–1 |
| Salamon-szigetek |  |     | 1–1 |
| Vanuatu          |  |     |     |

| 1996. szeptember 16. |

| Pápua Új-Guinea | 1–1   | Salamon-szigetek |
| --------------- | ----- | ---------------- |
| R. Daniel 15'   | (1–0) | E. Rukumana 71'  |

| Lae, Pápua Új-Guinea Nézőszám: 4,500 Játékvezető: Brazzale (ausztrál) |

| 1996. szeptember 18. |

| Salamon-szigetek | 1–1   | Vanuatu             |
| ---------------- | ----- | ------------------- |
| N. Berry 16'     | (1–1) | I. Tuan Naukoot 37' |

| Lae, Pápua Új-Guinea Nézőszám: 2,500 Játékvezető: Raveino (tahiti) |

| 1996. szeptember 20. |

| Pápua Új-Guinea             | 2–1   | Vanuatu     |
| --------------------------- | ----- | ----------- |
| B. Furigi 88' R. Karang 89' | (0–1) | R. Garo 27' |

| Lae, Pápua Új-Guinea Nézőszám: 7,500 Játékvezető: Brazzale (ausztrál) |

### Polinéziai csoport
| #  | Csapat        | J | Gy | D | V | RG | KG | GK | P |
| -- | ------------- | - | -- | - | - | -- | -- | -- | - |
| 1. | Tonga         | 2 | 2  | 0 | 0 | 3  | 0  | +3 | 6 |
| 2. | Szamoa        | 2 | 1  | 0 | 1 | 2  | 2  | 0  | 3 |
| 3. | Cook-szigetek | 2 | 0  | 0 | 2 | 1  | 4  | -3 | 0 |

| Cook-szigetek |     |     |  |
| ------------- | --- | --- |  |
| Szamoa        | 2–1 |     |  |
| Tonga         | 2–0 | 1–0 |  |

| 1996. november 11. |

| Tonga                       | 2–0   | Cook-szigetek |
| --------------------------- | ----- | ------------- |
| T. Moleni 20' T. Moleni 67' | (1–0) |               |

| Nukuʻalofa, Tonga Nézőszám: 500 Játékvezető: Khan (Fidzsi-szigeteki) |

| 1996. november 13. |

| Szamoa                        | 2–1   | Cook-szigetek |
| ----------------------------- | ----- | ------------- |
| T. Tapunuu 10' J. Michael 20' | (2–0) | S. Mani 68'   |

| Nukuʻalofa, Tonga Nézőszám: 400 Játékvezető: Khan (Fidzsi-szigeteki) |

| 1996. november 15. |

| Tonga          | 1–0   | Szamoa |
| -------------- | ----- | ------ |
| U. Tolutau 29' | (1–0) |        |

| Nukuʻalofa, Tonga Nézőszám: 1,500 Játékvezető: Fox (Új-zélandi) |

### Rájátszás
| 1. csapat | Össz.  | 2. csapat        | 1. meccs | 2. meccs |
| --------- | ------ | ---------------- | -------- | -------- |
| Tonga     | 0 – 13 | Salamon-szigetek | 0–4      | 0–9      |

| 1997. február 15. |

| Tonga | 0–4   | Salamon-szigetek                                   |
| ----- | ----- | -------------------------------------------------- |
|       | (0–1) | G. Kiriau 34' R. Seni 73' N. Berry 85' A. Peli 87' |

| Nukuʻalofa, Tonga Nézőszám: 3,000 Játékvezető: Rugg (Új-zélandi) |

| 1997. március 1. |

| Salamon-szigetek | 9–0   | Tonga |
| --- | ----- | ----- |
| N. Berry 3' E. Rukumana 12' D. Wabo 37' N. Berry 41' N. Berry 57' R. Seni 61' R. Seni 63' G. Kiriau 66' R. Seni 74' | (4–0) |       |

| Honiara, Salamon-szigetek Nézőszám: 4,000 Játékvezető: Raveino (tahiti) |

## Második forduló

### 1. csoport
| #  | Csapat           | J | Gy | D | V | RG | KG | GK  | P  |
| -- | ---------------- | - | -- | - | - | -- | -- | --- | -- |
| 1. | Ausztrália       | 4 | 4  | 0 | 0 | 26 | 2  | +24 | 12 |
| 2. | Salamon-szigetek | 4 | 1  | 1 | 2 | 7  | 21 | -14 | 4  |
| 3. | Tahiti           | 4 | 0  | 1 | 3 | 2  | 12 | -10 | 1  |

| Ausztrália       |     | 13–0 | 5–0 |
| Salamon-szigetek | 2–6 |      | 4–1 |
| Tahiti           | 0–2 | 1–1  |     |

| 1997. június 11. |

| Ausztrália | 13–0  | Salamon-szigetek |
| --- | ----- | ---------------- |
| D. Mori 2' D. Mori 15' J. Aloisi 33' D. Mori 36' J. Aloisi 53' D. Mori 65' C. Foster 68' E. Tapai 78' N. Zelic 80' J. Aloisi 81' J. Aloisi 86' J. Aloisi 87' M. Bosnich 88' (11-esből) | (4–0) | S. Daudau 52′    |

| Sydney, Ausztrália Nézőszám: 3,127 Játékvezető: Grimshaw (Új-zélandi) |

| 1997. június 13. |

| Ausztrália                                                                  | 5–0   | Tahiti |
| --------------------------------------------------------------------------- | ----- | ------ |
| Au. Vidmar 14' P. Trimboli 37' P. Trimboli 42' G. Arnold 47' M. Bingley 66' | (3–0) |        |

| Sydney, Ausztrália Nézőszám: 2,869 Játékvezető: Precious (Új-zélandi) |

| 1997. június 15. |

| Salamon-szigetek                                   | 4–1   | Tahiti          |
| -------------------------------------------------- | ----- | --------------- |
| R. Seni 37' N. Berry 39' N. Berry 80' M. Toata 89' | (2–0) | J. Ludivion 82' |

| Sydney, Ausztrália Nézőszám: 253 Játékvezető: Fox (Új-zélandi) |

| 1997. június 17. |

| Salamon-szigetek                        | 2–6   | Ausztrália                                                                                 |
| --------------------------------------- | ----- | ------------------------------------------------------------------------------------------ |
| A. Peli 59' B. Suri 65' E. Rukumana 73′ | (0–3) | R. Slater 15' G. Arnold 17' J. Kaierea 38' (öngól) E. Tapai 47' E. Tapai 51' A. Vidmar 75' |

| Sydney, Ausztrália Nézőszám: 2,122 Játékvezető: Precious (Új-zélandi) |

| 1997. június 19. |

| Tahiti | 0–2   | Ausztrália                  |
| ------ | ----- | --------------------------- |
|        | (0–1) | N. Zelic 8' P. Trimboli 86' |

| Sydney, Ausztrália Nézőszám: 2,918 Játékvezető: Grimshaw (Új-zélandi) |

| 1997. június 21. |

| Tahiti          | 1–1   | Salamon-szigetek           |
| --------------- | ----- | -------------------------- |
| J. Rousseau 43' | (1–1) | J. Kwaomae 38' A. Peli 50′ |

| Sydney, Ausztrália Nézőszám: 266 Játékvezető: Grimshaw (Új-zélandi) |

### 2. csoport
| #  | Csapat          | J | Gy | D | V | RG | KG | GK  | P |
| -- | --------------- | - | -- | - | - | -- | -- | --- | - |
| 1. | Új-Zéland       | 4 | 3  | 0 | 1 | 13 | 1  | +12 | 9 |
| 2. | Fidzsi-szigetek | 4 | 2  | 0 | 2 | 4  | 7  | -3  | 6 |
| 3. | Pápua Új-Guinea | 4 | 1  | 0 | 3 | 2  | 11 | -9  | 3 |

| Fidzsi-szigetek |     | 3–1 | 0–1 |
| Pápua Új-Guinea | 0–1 |     | 1–0 |
| Új-Zéland       | 5–0 | 7–0 |     |

| 1997. május 30. |

| Pápua Új-Guinea | 1–0   | Új-Zéland |
| --------------- | ----- | --------- |
| F. Niakuam 80'  | (0–0) |           |

| Port Moresby, Pápua Új-Guinea Nézőszám: 3,000 Játékvezető: Yaakub (malájziai) |

| 1997. június 7. |

| Fidzsi-szigetek | 0–1   | Új-Zéland      |
| --------------- | ----- | -------------- |
|                 | (0–0) | C. Jackson 80' |

| Ba, Fidzsi-szigetek Nézőszám: 5,500 Játékvezető: Brazzale (ausztráliai) |

| 1997. június 11. |

| Új-Zéland                                                                                        | 7–0   | Pápua Új-Guinea |
| ------------------------------------------------------------------------------------------------ | ----- | --------------- |
| V. Coveny 10' V. Coveny 13' W. Rufer 22' W. Rufer 31' S. Elliot 40' V. Coveny 67' T. Stevens 80' | (5–0) |                 |

| Auckland, Új-Zéland Nézőszám: 2,000 Játékvezető: Lennie (ausztráliai) |

| 1997. június 15. |

| Fidzsi-szigetek                            | 3–1   | Pápua Új-Guinea |
| ------------------------------------------ | ----- | --------------- |
| S. Pita 22' E. Masinisau 26' L. Duguga 89' | (2–0) | W. Waiwai 68'   |

| Suva, Fidzsi-szigetek Nézőszám: 1,500 Játékvezető: Lennie (ausztráliai) |

| 1997. június 18. |

| Új-Zéland                                                                 | 5–0   | Fidzsi-szigetek |
| ------------------------------------------------------------------------- | ----- | --------------- |
| W. Rufer 17' V. Coveny 63' W. Rufer 77' N. Viljoen 80' R. van Steeden 85' | (1–0) | J. Lomu 55′     |

| Auckland, Új-Zéland Nézőszám: 12,033 Játékvezető: Raveino (tahiti) |

| 1997. június 21. |

| Pápua Új-Guinea | 0–1   | Fidzsi-szigetek |
| --------------- | ----- | --------------- |
|                 | (0–1) | A. Driu ?'      |

| Port Moresby, Pápua Új-Guinea Nézőszám: 3,000 Játékvezető: Un-Prasert (thaiföldi) |

## Harmadik forduló - Döntő
| 1. csapat | Össz. | 2. csapat  | 1. meccs | 2. meccs |
| --------- | ----- | ---------- | -------- | -------- |
| Új-Zéland | 0 – 5 | Ausztrália | 0–3      | 0–2      |

| 1997. június 28. |

| Új-Zéland      | 0–3   | Ausztrália                                 |
| -------------- | ----- | ------------------------------------------ |
| C. Jackson 67′ | (0–2) | J. Aloisi 18' Au. Vidmar 42' C. Foster 67' |

| Auckland, Új-Zéland Nézőszám: 23,000 Játékvezető: Okada (japán) |

| 1997. július 5. |

| Ausztrália                | 2–0   | Új-Zéland |
| ------------------------- | ----- | --------- |
| N. Zelic 6' G. Arnold 54' | (1–0) |           |

| Sydney, Ausztrália Nézőszám: 14,045 Játékvezető: as-Saríf (szíriai) |